# بريمنتس

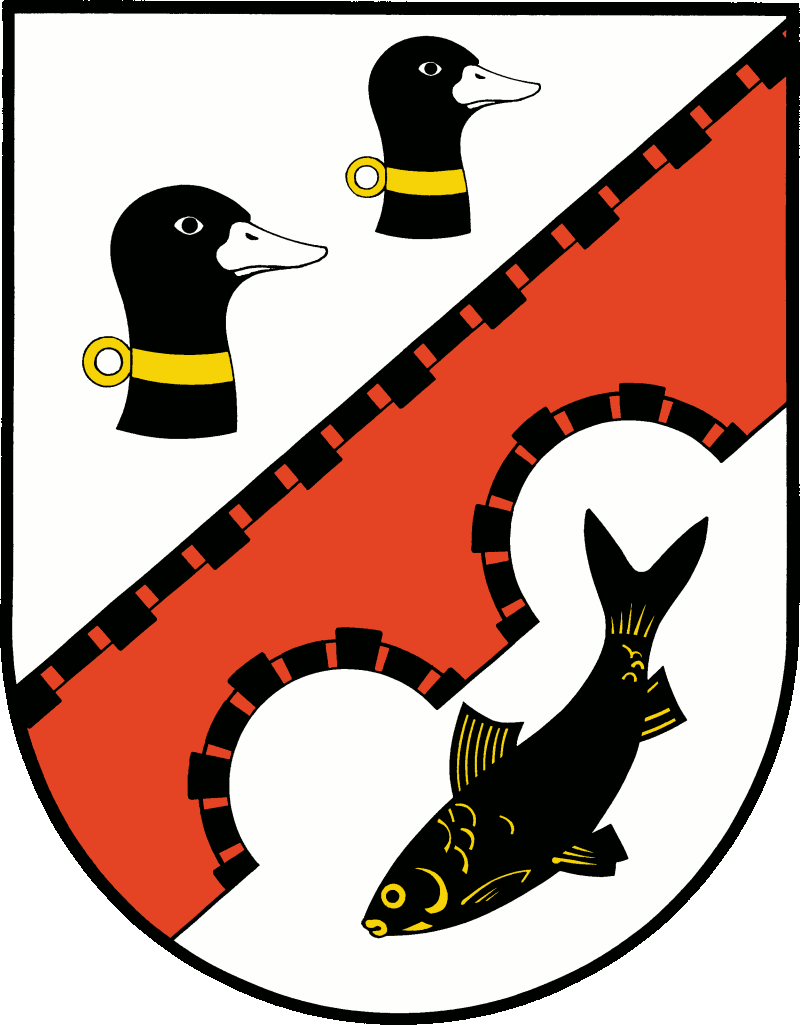
علم بريمنيتس

بريمنتس (بالألمانية: Premnitz) هي مدينة صغيرة بمقاطعة هافل لاند في ولاية براندنبورغ. تبعد حوالي 65 كلم غرب برلين. يعود أول ذكر تاريخي لهذه المدينة إلى عام 1375 وكانت آنذاك تدعى باسم بريبينتس.